# Packwaukee
Packwaukee – miasto w Stanach Zjednoczonych, w stanie Wisconsin, w hrabstwie Marquette.